# Уэсли (Доминика)
Уэсли (англ. Wesley) — деревня в северо-восточной Доминике, расположенная в приходе Сент-Эндрю. На 2001 год, в Уэсли жило 1756 человек.
В поселении есть католическая, пятидесятническая, баптистская, методистская церкви, а также две церкви адвентистов седьмого дня и одна миссионерская церковь Христианского союза. Помимо церквей, в Уэсли и его окрестностях также есть магазины, рестораны, кафе, бары.

## История
Уэсли, как и многие деревни на восточном побережье Доминики, стал развиваться после эмансипации работников плантаций, которые искали землю для строительства домов между двумя имениями, Эден и Лондондерри.
В середине XIX века, Чарльз Литэм, владелец имения Эден, продал несколько небольших участков на этой территории. Его имения были центрами для ранней евангелизации миссионеров из Уэсли, и уже в 1837 году, религиозные собрания проводились в большом поместье в имении Лондондерри.
Влияние методистов росло и дальше, когда работников из Уэсли пригласили в имения на Антигуа, в Монтсеррате и других Подветренных островах, дабы выращивать какао и лайм в бывших тростниковых плантациях.
К 1860-м годам, поселение звалось Уэсливилл (англ. Wesleyville) и в нём доминировала владелица магазина по имени Ма Уэсли (англ. Ma Wesley).
В конце концов, поселение стало зваться Уэсли, а район оставил себе старое французское название, Ля-Суа (фр. La Soie, креол. La Swa).
К концу XIX века, католическая церковь решила начать евангелизацию жителей этой территории, но влияние протестантизма было настолько велико, что церкви пришлось покупать землю для первой католической церкви в поселении. Один из последователей католической церкви купил землю на своё имя, а потом эта земля была провозглашена церковной. Между протестантами и католиками было некоторое напряжение.
В 1940-х и 1950-х годах, британское правительство дало схемы поселений, что дало поселенцам возможность купить королевские земли и освободиться от влияния помещиков. В этот же период, начался «банановый бум», и Уэсли получил от этого материальную пользу.
Рост экономики поселения дал возможность улучшать своё жильё, и отправлять своих детей в средние школы в Розо. В 1979 году, открылась школа Сент-Эндрю, которая дала возможность учиться ближе к дому. Национальные политические изменения также имели некоторый эффект на изменения в поселении.
Школа Сент-Эндрю закрылась в 2006 году; на её место пришла Северо-восточная общеобразовательная школа (англ. North Eastern Comprehensive School) более известная как NECS.

## География
Ландшафт у Уэсли холмистый к юго-западу, но к северо-западу он более плоский. Поселение расположено на высоте в 90 м. Высочайшая точка поблизости — гора Дьяблотен, высотой в 1447 м, которая находится в 11,6 км к юго-западу от Уэсли и является высочайшей горой Доминики.
Ближайшее крупное поселение — Портсмут, в 16,1 км к западу от Уэсли.

### Климат
Согласно классификации климатов Кёппена, в Уэсли — муссонный климат (Am). Среднегодовая температура — 25,8 °C.
Самый тёплый месяц — июнь (26,8 °C), а самый холодный — февраль (24,3 °C).
Среднегодовое количество осадков — 2045 мм. Самый влажный месяц — октябрь (284 мм), а самый засушливый — февраль (89 мм).
| Показатель                    | Янв. | Фев. | Март | Апр. | Май  | Июнь | Июль | Авг. | Сен. | Окт. | Нояб. | Дек. |
| ----------------------------- | ---- | ---- | ---- | ---- | ---- | ---- | ---- | ---- | ---- | ---- | ----- | ---- |
| Средний суточный максимум, °C | 28   | 28,1 | 28,6 | 29,3 | 29,9 | 30,2 | 30,2 | 30,4 | 30,5 | 29,7 | 29,7  | 28,6 |
| Средняя температура, °C       | 24,4 | 24,3 | 24,6 | 25,4 | 26,2 | 26,8 | 26,8 | 26,8 | 26,8 | 26,2 | 25,9  | 24,9 |
| Средний суточный минимум, °C  | 20,8 | 20,5 | 20,7 | 21,5 | 22,6 | 23,4 | 23,4 | 23,3 | 23,1 | 22,7 | 22,1  | 21,2 |
| Норма осадков, мм             | 124  | 89   | 102  | 95   | 123  | 150  | 153  | 218  | 253  | 284  | 261   | 193  |
| Источник: Climate-Data.org    |      |      |      |      |      |      |      |      |      |      |       |      |